# پائولو کوستا (بازیکن فوتبال)
پائولو کوستا (انگلیسی: Paulo Costa؛ زادهٔ ۵ دسامبر ۱۹۷۹) بازیکن فوتبال اهل پرتغال است.
از باشگاه‌هایی که در آن بازی کرده‌است می‌توان به باشگاه فوتبال پورتو بی، باشگاه فوتبال آلورکا، باشگاه فوتبال آنورتوسیس فاماگوستا، باشگاه فوتبال اینتر میلان، باشگاه فوتبال بوردو، باشگاه فوتبال ونتزیا، باشگاه فوتبال آریس سالونیک، باشگاه فوتبال پورتو، باشگاه فوتبال آریس لیماسول، باشگاه فوتبال آپوئل، باشگاه فوتبال ژیل ویسنته، و باشگاه فوتبال رجینا اشاره کرد.
وی همچنین در تیم‌های ملی فوتبال زیر ۲۰ سال پرتغال و زیر ۲۱ سال پرتغال بازی کرده‌است.